# Sinagoga din Karlsruhe

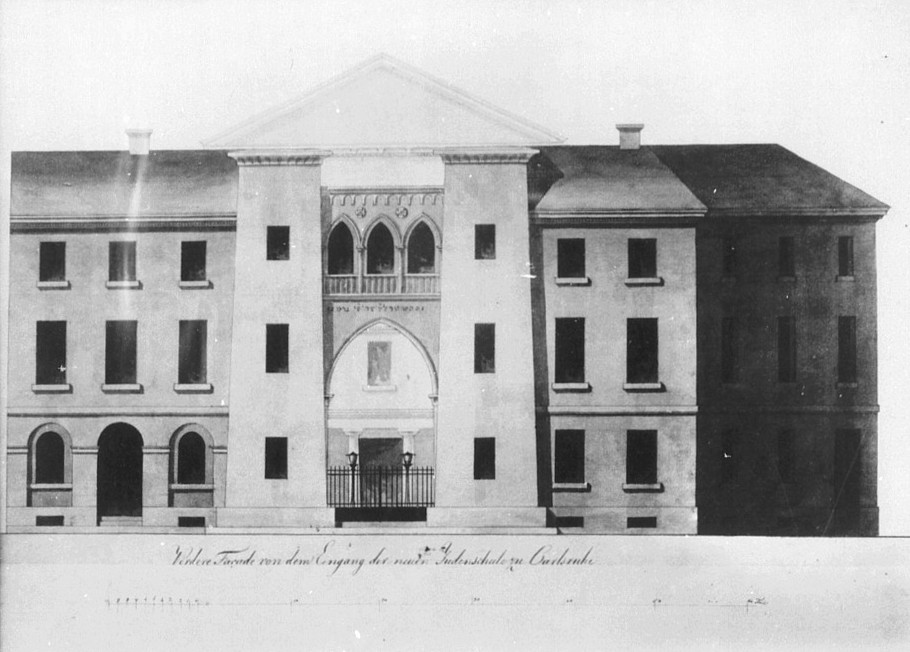
Schița arhitectului Weinbrenner

Sinagoga din Karlsruhe a fost o clădire construită de arhitectul Friedrich Weinbrenner în anul 1798. Conform lui David Brownlee, sinagoga din Karlsruhe era „prima clădire egipteană mare care a fost ridicată încă din antichitate”. Conform Dianei Muir Appelbaum, aceasta a fost „prima clădire publică (care nu este una cu scop doar decorativ (în engleză: folly), un decor scenic sau un monument funerar) în stilul neoegiptean.” Influența egipteană antică a fost arătată mai ales în cei doi piloni mari care flanchează intrarea; altfel, ferestrele și intrarea secțiunii centrale erau arcade ogive, iar planul general convențional, cu detalii neogotice. Appelbaum scrie că pereche de piloni înalți e copiată de la Complexul de Temple Karnak.
Sinagoga a existat până în 1871.